# Wait There
"Wait There"는 이루마의 정규 음반 1집 《Love Scene》에 수록된 곡이다. '거기서 기다려줘..' 누군가가 돌아오길 기다리는 순간의 작은 떨림, 막연한 불안감, 스쳐나가는 무수히 많은 사람들... 이 모든 감정들이 고스란히 담겨 있는 예쁜 곡이다.